# Galerie des Internationalen Kulturzentrums in Krakau
Die Galerie des Internationalen Kulturzentrums in Krakau befindet sich am Marktplatz 25 in Krakau. Sie wird vom Internationalen Kulturzentrum in Krakau geführt.

## Ausstellungen
In der Galerie des ICC werden Ausstellungen der Kunst des 19. und 20. Jahrhunderts sowie der zeitgenössischen und modernen Kunst unter Berücksichtigung sämtlicher Techniken und Formen künstlicherischen Ausdrucks präsentiert. Zu den über 100 bisher vom ICC veranstalteten Ausstellungen gehören u. a. Präsentationen von Künstlern wie Gustav Klimt, Egon Schiele, Emil Nolde und William Hogarth, Übersichtsausstellungen (z. B. Kalifornischer Impressionismus, Belgische Symbolisten) und mehrere Grafikausstellungen aus der wertvollen Sammlung des Kupferstichkabinetts der Polnischen Akademie der Wissenschaften (PAU)